# Jürgen Wagner (SS-Mitglied)

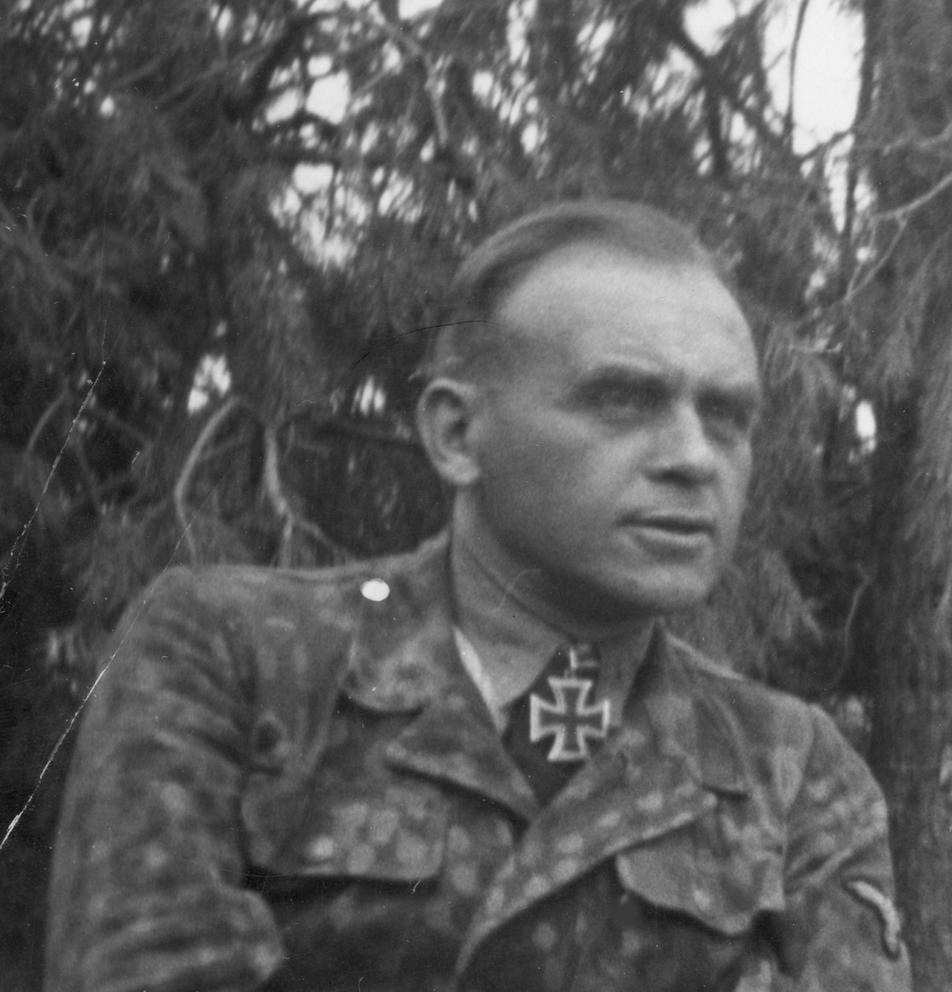
SS-Brif Wagner in Tarnjacke

Jürgen Adolph Otto Paul Wagner (* 9. September 1901 in Straßburg; † 5. April oder 27. Juni oder August 1947 (verschiedene Daten in der Literatur) in Belgrad) war ein deutscher SS-Führer, zuletzt SS-Brigadeführer und Generalmajor der Waffen-SS. Wagner wurde 1947 als Kriegsverbrecher hingerichtet.

## Leben
Geboren als Sohn des deutschen Generals Ernst August Johann Wagner und dessen Ehefrau Pauline Anna Karoline geborenen Louvie, besuchte er die Schule in Wesel, Münster und Erfurt, bevor er 1915 in die Kadettenanstalt Naumburg/Saale eintrat. 1917 wechselte er von dort zur Hauptkadettenanstalt Lichterfelde. 1920 gehörte er der Akademischen Wehr Münster an, mit dem er sich an der Niederschlagung des Ruhraufstands im März 1920 beteiligte. Nach einer kurzen Zeit als Fahnenjunker bei der Reichswehr, schlug er sich in verschiedenen Berufen mehr schlecht als recht durch, bis er am 15. Juni 1931 der SS (SS-Nr. 23.692) und am 1. November 1931 der NSDAP (Mitgliedsnummer 707.279) beitrat und im Oktober 1932 die Leitung der SS-Sportschule Calvörde (Altmark) übernahm.
Ab dem 8. Juli 1933 gehörte er, bereits zum 20. April 1933 als SS-Sturmführer (Untersturmführer) ernannt zum SS-Sonderkommando „Jüterbog“, einem Vorläufer der Leibstandarte SS Adolf Hitler, in der er rasch Karriere machte. Im Oktober des genannten Jahres wurde er Sturmbannführer (Major) und durch die aktive Beteiligung beim Hinrichtungskommando in Berlin am Röhm-Putsch Anfang Juli 1934 Obersturmbannführer.
Als Kommandeur des SS-Regiments „Germania“ innerhalb der 5. SS-Panzer-Division „Wiking“ war er am Balkanfeldzug im April 1941 beteiligt.
Für die Leistungen seines Regiments im Russlandfeldzug wurde ihm am 24. Juli 1943 das Ritterkreuz des Eisernen Kreuzes verliehen. Im Oktober 1943 übernahm er das Kommando über die 4. SS-Freiwilligen-Panzergrenadier-Brigade „Nederland“, die spätere 23. SS-Freiwilligen-Panzergrenadier-Division „Nederland“. Unter Beförderung zum SS-Brigadeführer und Generalmajor der Waffen-SS übernahm Wagner im April 1944 kurzzeitig die Führung der 4. SS-Polizei-Panzergrenadier-Division, bevor er wieder zur SS-Brigade „Nederland“ zurückkehrte. Am 11. Dezember 1944 wurde er mit dem Eichenlaub zum Ritterkreuz ausgezeichnet.
Wagner ergab sich im Mai 1945 an der Elbe bei Tangermünde US-amerikanischen Truppen, wurde jedoch wegen des von seiner Einheit begangenen Massakers von Alibunar an Jugoslawien ausgeliefert und dort am 5. April, 27. Juni oder im August 1947 hingerichtet.

## Auszeichnungen
- Medaille zur Erinnerung an den 13. März 1938
- Medaille zur Erinnerung an den 1. Oktober 1938
- Eisernes Kreuz (1939) II. und I. Klasse
- Infanteriesturmabzeichen
- Verwundetenabzeichen (1939) in Schwarz
- Deutsches Kreuz in Gold am 8. Dezember 1942[5]
- Ritterkreuz des Eisernen Kreuzes mit Eichenlaub[5]
  - Ritterkreuz am 24. Juli 1943
  - Eichenlaub am 11. Dezember 1944 (680. Verleihung)
- SS-Totenkopfring
- Ehrendegen des Reichsführers SS